# Leptographium reconditum
Leptographium reconditum är en svampart som beskrevs av Jooste 1978. Leptographium reconditum ingår i släktet Leptographium och familjen Ophiostomataceae.   Inga underarter finns listade i Catalogue of Life.